# Insufficienza cardiaca
L'insufficienza cardiaca (IC) o scompenso cardiaco è una sindrome clinica complessa definita come l'incapacità del cuore di fornire il sangue in quantità adeguata rispetto all'effettiva richiesta dell'organismo o la capacità di soddisfare tale richiesta solamente a pressioni di riempimento ventricolari superiori alla norma.
Pertanto con scompenso cardiaco si intende un complesso quadro fisio-patologico, conseguente a condizione di insufficienza cardiaca, nel quale coesistono aspetti strettamente attinenti ai meccanismi di danno e rimodellamento cardiaco, ma anche aspetti emodinamici periferici e meccanismi neuro-ormonali.
Secondo le statistiche, con l'invecchiamento della popolazione e l'incremento del numero di pazienti sopravvissuti a un infarto del miocardio, l'incidenza dell'insufficienza cardiaca continua a crescere.

## Caratteristiche generali
Se ci riferiamo all'emodinamica, l'IC è caratterizzata dalla ridotta contrattilità del miocardio misurata come frazione di eiezione (FE): tale parametro universalmente usato può in realtà risultare non molto specifico nell'individuare la causa della disfunzione cardiaca.
Tale condizione può essere provocata da problemi sia organici sia funzionali. Tra le cause più comuni si trovano l'infarto del miocardio, l'ischemia miocardica, l'ipertensione, le valvulopatie, le cardiomiopatie, le malattie metaboliche, le malattie autoimmuni e le malattie causa di distrofia muscolare. L'IC è la complicanza più importante di ogni cardiopatia.

## Epidemiologia
Negli Stati Uniti d'America è stato stimato che nel 2006 vi siano stati più di 600 000 nuovi casi.
In Italia circa il 5% della popolazione generale (3 000 000 di individui) è affetto da IC conclamata o asintomatica.
L'età costituisce una condizione di rischio molto importante, l'incidenza rimane bassa nelle persone tra i 40 e i 50 anni, mentre sale fino al 10% nei soggetti con età superiore a 75 anni.
L'incidenza di questa patologia è in netto aumento a causa dell'aumentata sopravvivenza in seguito a infarto miocardico acuto e soprattutto della maggiore speranza di vita con allungamento della vita media. L'invecchiamento (con conseguente degenerazione degli organi) fa sì che l'efficienza cardiaca diminuisca amplificando l'effetto di eventuali patologie. L'IC veniva coinvolta nelle cause del decesso "per cause naturali" ovverosia la morte per invecchiamento senza sintomi apparenti: in effetti quando la contrattilità cardiaca si riduce progressivamente, quale ne sia la causa, l'effetto finale è un'ipo-perfusione degli organi vitali e in particolare del cervello, dei reni e del fegato con il progressivo deterioramento funzionale degli stessi sino, in taluni casi, al coma irreversibile per insufficienza renale acuta e insufficienza epatica.

## Eziologia
Il processo eziopatologico dell'insufficienza cardiaca è stato molto studiato e oggi siamo in grado di stabilire le cause specifiche. Spesso alla base vi è una moltitudine di insulti che il miocardio subisce, dall'ipertensione arteriosa alle coronaropatie.
In seguito a ciò il cuore deve modificare la sua attività e questo comporta una modifica dei volumi e degli spessori del ventricolo sinistro.
Le cause possono suddividersi in:
- Cause sottostanti, dove vengono comprese tutte le anomalie congenite o quelle acquisite, che possono riconoscersi nel quadro clinico dello scompenso cardiaco cronico;
- Cause scatenanti, dove si riscontrano eventi che hanno determinato il peggioramento della capacità contrattile del cuore e possono identificarsi con lo scompenso cardiaco acuto.

### Scompenso cardiaco cronico
La differenza fra popolazioni ed età degli individui osservati può rendere difficile standardizzare le varie cause della patologia. Gli studi del National Health and Nutrition Examination Survey, che nel corso degli anni ha seguito migliaia di persone in USA riportando i seguenti dati, permettono di inquadrare meglio la popolazione a rischio:
1. Cardiopatia ischemica (62%)
2. Fumo di sigaretta (16%)
3. Ipertensione arteriosa (10%)
4. Obesità (8%)
5. Diabete mellito (3%)
6. Valvulopatia (2%)
7. Altro (1%)

Relativamente all'Italia vi è un registro, che ha valutato l'incidenza dei fattori di rischio sopra riportati, nella popolazione.
Le percentuali variano e sono stati valutati diversi parametri, infatti la cardiopatia ischemica incide per il 40%, la cardiomiopatia dilatativa per il 32%, le valvulopatie per il 12%, l'ipertensione arteriosa per l'11% e altro per il restante 5%. È chiaro che sotto la voce cardiomiopatia dilatativa vengono inclusi diversi fattori eziologici (diabete, obesità, fumo, cardiomiopatie ereditarie, ...).
Sotto la voce altro si nascondono le cause più rare e meno rappresentate di insufficienza cardiaca: 
- Miocardite da malattia infiammatoria o virale
- Disordini tiroidei quali l'ipotiroidismo e l'ipertiroidismo
- Deficit di tiamina o Beriberi
- Anemia e Malattia di Paget, che caratterizzano lo scompenso ad alta gittata
- Cardiomiopatie ereditarie: Malattia di Fabry, distrofia di Duchenne e Distrofia miotonica
- Agenti cardiotossici: Chemioterapici come le Antracicline e l'Alcool
- Displasia ventricolare destra aritmogena e sempre per il ventricolo destro la Anomalia di Uhl, nota anche come Cuore a pergamena

### Scompenso cardiaco acuto
I pazienti affetti da scompenso cardiaco cronico possono andare incontro a fasi di instabilizzazione della malattia in seguito a diversi fattori precipitanti:
- Ischemia miocardica (sindrome coronarica acuta)
- Miocardite acuta
- Valvulopatia acuta, come la rottura delle corde tendinee
- Aritmie (Tachicardia ventricolare o Fibrillazione atriale)
- Embolia polmonare con tipico scompenso del ventricolo destro
- Tamponamento cardiaco
- Tossine (Alcool, FANS)
- Polmoniti, Infezioni da virus
- Eccessi alimentari o assimilazione di dosi elevate di sodio
- Mancato rispetto della terapia

## Patogenesi
L'insufficienza cardiaca è una sindrome clinica che si manifesta con una disfunzione della contrattilità cardiaca (disfunzione sistolica) e del rilasciamento cardiaco (disfunzione diastolica). La successiva e progressiva attivazione del sistema neuro-endocrino comparteciperanno e precipiteranno l'insufficienza e la congestione dell'apparato circolatorio: potremmo dire che i meccanismi di compenso finalizzati al mantenimento di una adeguata pressione di perfusione tissutale e a riequilibrare l'apporto ematico ai diversi organi e apparati, possono divenire causa di ulteriore scompenso
| Possibili meccanismi dello scompenso cardiaco                                                                                                   | Possibili meccanismi di compenso cardiovascolare                                                |
| --- | ----------------------------------------------------------------------------------------------- |
| Perdita dei miociti e ipertrofia dei miociti superstiti                                                                                         | Ipertrofia ventricolare                                                                         |
| Produzione e utilizzazione inadeguata dell'energia (numero ridotto e malfunzionamento dei mitocondri)                                           | Maturazione delle cellule staminali che sostituiscono il miocardio perso                        |
| Rimodellamento ventricolare con alterazione delle proteine contrattili (difettosa sintesi proteica, ATPasi miosinica anomala)                   | Ipertrofia concentrica e/o eccentrica                                                           |
| Attivazione anomala degli elementi contrattili (malfunzionamento del reticolo sarcoplasmatico con alterata regolazione della corrente del Ca++) |                                                                                                 |
| Alterazione dei recettori miocardici (riduzione dei recettori ß-adrenergici)                                                                    | Attivazione del sistema renina-angiontensina-aldosterone                                        |
| Alterazione della cinetica della noradrenalina e della funzione barorecettoriale                                                                | Aumento della frequenza cardiaca, della contrattilità e aumento della velocità di rilasciamento |
| Aumento della sintesi di collagene e sostituzione dei miociti con fibroblasti                                                                   | Aumento della massa cardiaca                                                                    |
| Modificazioni correlate all'età | Ipertrofia eccentrica                                                                           |
| Presenza di tachicardie sostenute per periodi lunghi                                                                                            | Aumento dei peptidi natriuretici atriali                                                        |

- Scompenso ventricolare sistolico
  - per diminuita contrattilità (malattia coronarica nel 70% dei casi, cardiomiopatia dilatativa nel 20%, miocardite e altri);
  - per aumento della tensione di parete
    - sovraccarico di volume: aumento del precarico (insufficienza valvolare, shunt)
    - sovraccarico di pressione: aumento del postcarico (stenosi valvolare, ipertensione arteriosa sistemica, ipertensione arteriosa polmonare)
- Scompenso ventricolare diastolico
  - per ostacolo al riempimento ventricolare (tamponamento cardiaco, pericardite e altri);
  - per ipertrofia cardiaca (ipertensione arteriosa, cardiomiopatia ipertrofica).
- Aritmie d'eziologia diversa.

| Insufficienza cardiaca sistolica                      | Insufficienza cardiaca diastolica                       |
| ----------------------------------------------------- | ------------------------------------------------------- |
| Cuore dilatato                                        | VS di piccole dimensioni, ipertrofia VS concentrica     |
| Pressione arteriosa bassa o normale                   | Ipertensione arteriosa sistemica                        |
| Varie età; più comune negli uomini                    | Più comune nelle donne anziane                          |
| Frazione di eiezione ridotta                          | Frazione di eiezione normale, o solo lievemente ridotta |
| Ritmo di galoppo con terzo tono                       | Ritmo di galoppo con quarto tono                        |
| All'ecocardiografia: disfunzione sistolica prevalente | All'ecocardiografia: disfunzione diastolica             |
| Buona risposta alla terapia                           | Scarsa risposta alla terapia                            |
| Cardiopatia ischemica piuttosto frequente             | Cardiopatia ischemica non sempre presente               |

### La disfunzione sistolica
L'IC sistolica è caratterizzata dalla ridotta performance del ventricolo sinistro, facilmente identificabile con un parametro ecocardiografico universalmente adottato quale la frazione di eiezione (FE), che però può variare notevolmente con le diverse metodiche di imaging biomedico. La forza di contrazione del cuore è direttamente proporzionale alle condizioni del miocita, la cellula di cui è composto il muscolo cardiaco: qualsiasi insulto colpisca i miociti si riflette sulla compliance del ventricolo sinistro e quindi sulla forza di contrazione (la FE è in genere inferiore al 45%).
L'ipertrofia ventricolare è uno dei meccanismi di adattamento del cuore sottoposto a un aumento dello stress che persiste per lunghi periodi di tempo; tale tentativo di correzione può essere un fattore implicato nella progressione dello scompenso. Non è certo il meccanismo che porta all'ipertrofia miocardica, certo è che un aumento della tensione parietale sistolica in associazione a un aumento del postcarico provocherebbe un'ipertrofia concentrica; al contrario un incremento della tensione parietale diastolica in associazione a un aumento del precarico porterebbe a un'ipertrofia eccentrica. In entrambe le situazioni verrebbe stimolata la sintesi dell'unità del miocita nota come sarcomero: nel primo caso si stimolerebbe la produzione di sarcomeri in parallelo e nel secondo in serie.
I miociti e i loro componenti possono essere danneggiati da malattie infiammatorie (miocardite) e da infiltrati (amiloidosi), da tossine o da farmaci. Il meccanismo più comune è sicuramente l'ischemia miocardica: con la morte dei miociti si sostituisce il miocardio con tessuto fibroso o con connettivo, che non hanno proprietà contrattili e sono simili alle cicatrici. Queste cicatrici possono avviare il processo di rimodellamento del cuore, che a sua volta può portare all'insufficienza cardiaca.

### La disfunzione diastolica
L'insufficienza cardiaca causata da una disfunzione diastolica, al pari della disfunzione sistolica, potrebbe essere priva di sintomi in un paziente compensato. Ciò che caratterizza tale alterazione è l'impossibilità del ventricolo sinistro al rilasciamento adeguato e ciò è secondario all'aumentata rigidità della camera ventricolare. Questo atteggiamento del muscolo cardiaco comporta un ridotto riempimento ventricolare in diastole, che si traduce in una riduzione della gittata.
L'impossibilità a ottenere un ottimale rilasciamento, comporta un aumento delle pressioni telediastoliche, che si ripercuotono sugli atri e sulle vene polmonari. 
Disfunzione diastolica e disfunzione sistolica hanno molte cause in comune, in particolare l'età avanzata, l'ipertensione arteriosa, il diabete mellito e l'ipertrofia del ventricolo sinistro. 
Possiamo considerare a parte, il sesso femminile, le malattie del pericardio e le cardiomiopatie ipertrofica, da accumulo e infiltrative.
La cardiomiopatia restrittiva è fra le patologie che maggiormente influiscono sulla disfunzione diastolica. Le cardiomiopatie restrittive sono caratterizzate da un riempimento restrittivo e da un ridotto volume diastolico; sono classificate in primitive e secondarie.

### Meccanismi di compenso
Di fronte a una situazione di scompenso che si sta instaurando il corpo mette in atto vari meccanismi di compenso:
- Compenso tramite aumento del volume di riempimento: quando c'è una ridotta forza contrattile avviene un aumento del riempimento ventricolare che permette un allungamento maggiore delle fibre  (con aumento della tensione attiva e passiva) per mantenere la gittata sistolica.
- Compenso tramite attivazione del simpatico:
  - Aumento riempimento cuore di destra: recettori di bassa pressione aumentano la scarica che porta ad attivazione del simpatico e poi a:
    - Vasocostrizione renale
    - Tachicardia
    - Rilascio vasopressina
    - Attivazione midollare del surrene

  - Diminuzione del riempimento delle grandi arterie: diminuisce la frequenza di scarica dei recettori ad alta pressione che stimolano il simpatico e portano infine a:
    - Tachicardia
    - Vasocostrizione periferica
      - Arterie mantengono la pressione a bassi volumi
      - Vene hanno un maggior ritorno venoso
- Compenso tramite ipertrofia: avviene a seguito di sovraccarico di volume,pressione, per fattori demografici (etnia, fattori genetici) o meccanismi concomitanti (ischemia, diabete):
  - Ipertrofia concentrica: spessore relativo di parete aumentato per sovraccarico di pressione. Si ha inizialmente un vantaggio per una riduzione dello stress di parete ma alla lunga la compliance diminuisce portando a disfunzione diastolica per diminuito precarico e disfunzione sistolica per diminuita frazione di eiezione.
  - Ipertrofia eccentrica: diametro delle camere aumentato per sovraccarico di volume. L'insufficienza contrattile o valvolare iniziale porta a ristagno sanguigno nelle camere e a stress di parete che stimola un'ipertofia eccentrica. A questa consegue una diminuzione della frazione di eiezione perché diminuisce la forza contrattile per unità di superficie, mettendo in moto un circolo vizioso.
- Compenso tramite il sistema renina-angiotensina-aldosterone: porta a ritenzione idrosalina, che in una prima fase da beneficio, ma non può essere una condizione permanente. Viene rilevato un problema a livello cardiaco e quindi inadeguato riempimento arterioso causa di una ipoperfusione renale: ciò stimola secrezione di renina con innalzamento conseguente di angiotensina II e aldosterone, che portano a generale vasocostrizione e ritenzione di sodio e acqua. In particolare l'angiotensina II porta a:
  - Rilascio dell'aldosterone dal surrene
  - Ipertrofia e rimodellamento cardiaco con conseguente rigidità e diminuzione del riempimento del ventricolo sinistro
  - Facilità impulsi del SNA con aumento della frequenza e della gittata cardiaca
  - Porta a costrizione venosa e arteriosa con aumento di riempimento ma pure delle resistenze
  - A livello encefalico induce la sete e stimola il rilascio della vasopressina
- Compenso tramite rilascio di ANP: porta a:
  -     - Aumento contrattilità cardiaca
    - Vasodilatazione
    - aumento del cGMP nel rene che stimola la funzione dei trasportatori del sodio, agendo come fattore natriuretico
- Compenso tramite citochine pro-infiammatorie: viene rilasciato soprattutto TNF-α che aggrava però il deficit di funzionalità e la capacità di svolgere lavoro fisico.

## Clinica

### Classificazione
1) Le linee guida dell'American College of Cardiology/American Heart Association: pongono l'accento sulla storia naturale della malattia attraverso l'evoluzione o la progressione della stessa:
1. Stadio A: pazienti ad alto rischio di sviluppare la malattia senza alterazioni del miocardio
2. Stadio B: pazienti con alterazioni del miocardio, ma senza sintomi di scompenso cardiaco durante la normale attività giornaliera
3. Stadio C: pazienti con sintomi presenti o passati di insufficienza associati a una malattia del muscolo cardiaco
4. Stadio D: pazienti con grave scompenso cardiaco che necessitano di un trattamento altamente specializzato

È evidente che la presenza di IC inserisce immediatamente il paziente nello stadio C o stadio D e anche in caso di regressione della sindrome sino alla scomparsa della sintomatologia la classificazione minima applicata è quella si stadio C, perché i primi due stadi sono destinati ai soli casi di diagnosi precoce.
2) Valutazione funzionale: la diagnosi è ovviamente clinica, pertanto si deve tener conto della sintomatologia lamentata dal paziente. In alcuni casi pur essendovi una disfunzione cardiaca possono non esservi sintomi (insufficienza cardiaca asintomatica), viceversa pur trovandoci in presenza di sintomi e segni di scompenco cardiaco potremmo avere una funzione ventricolare sinistra (FVS) preservata (Insufficienza cardiaca con frazione di eiezione ventricolare sinistra preservata). Sono due le classificazioni basate sulla funzionalità cardiaca più utilizzate:
1. Classificazione NYHA della New York Heart Association (NYHA)
2. Classificazione di Killip utilizzata in corso di sindrome coronarica acuta.

3) Criteri classificativi, sempre meno in uso, relativi alla sindrome clinica dello scompenso cardiaco:
- In relazione al rapporto tra la portata cardiaca e le resistenze vascolari periferiche: a bassa portata o ad alta portata
- In relazione alle cavità cardiache principalmente coinvolte: ventricolo sinistro e ventricolo destro
- In relazione all'evoluzione: scompenso cardiaco acuto o edema polmonare acuto e cronico
- In relazione alla prevalente compromissione del rilasciamento diastole o della contrazione ventricolare sistole.

### Segni e sintomi
I sintomi e i segni dello scompenso cardiaco sono numerosi e variano in modo notevole fra i diversi pazienti. Bisogna però ricordare che una buona quota di pazienti, fino al 50%, possono risultare asintomatici.
I sintomi più frequenti sono:
- la difficoltà nel respirare (dispnea), solitamente da sforzo;
- l'ortopnea, cioè la dispnea a riposo, che insorge da sdraiati e che è riferita come la necessità di dormire con molti cuscini dietro la schiena. Tale sintomo si associa sempre alle forme più gravi di IC;
- la tosse, associata sempre all'ortopnea, ma anche da sforzo;
- gli edemi declivi (dalla lieve succulenza all'edema cospicuo);
- la nicturia, da attribuire al riassorbimento dei liquidi dal comparto interstiziale favorito dal decubito supino;
- la vertigine, palpitazione e sincope possono essere presenti in forme associate ad aritmie;
- la facilità di affaticamento durante l'esercizio fisico.[16] Tale condizione limita, a seconda della gravità, le attività quotidiane del malato a causa della insufficiente perfusione muscolare e polmonare, peggiorando la qualità della vita: per tale motivo il paziente tende sempre più alla sedentarietà e a ridurre la propria autonomia.

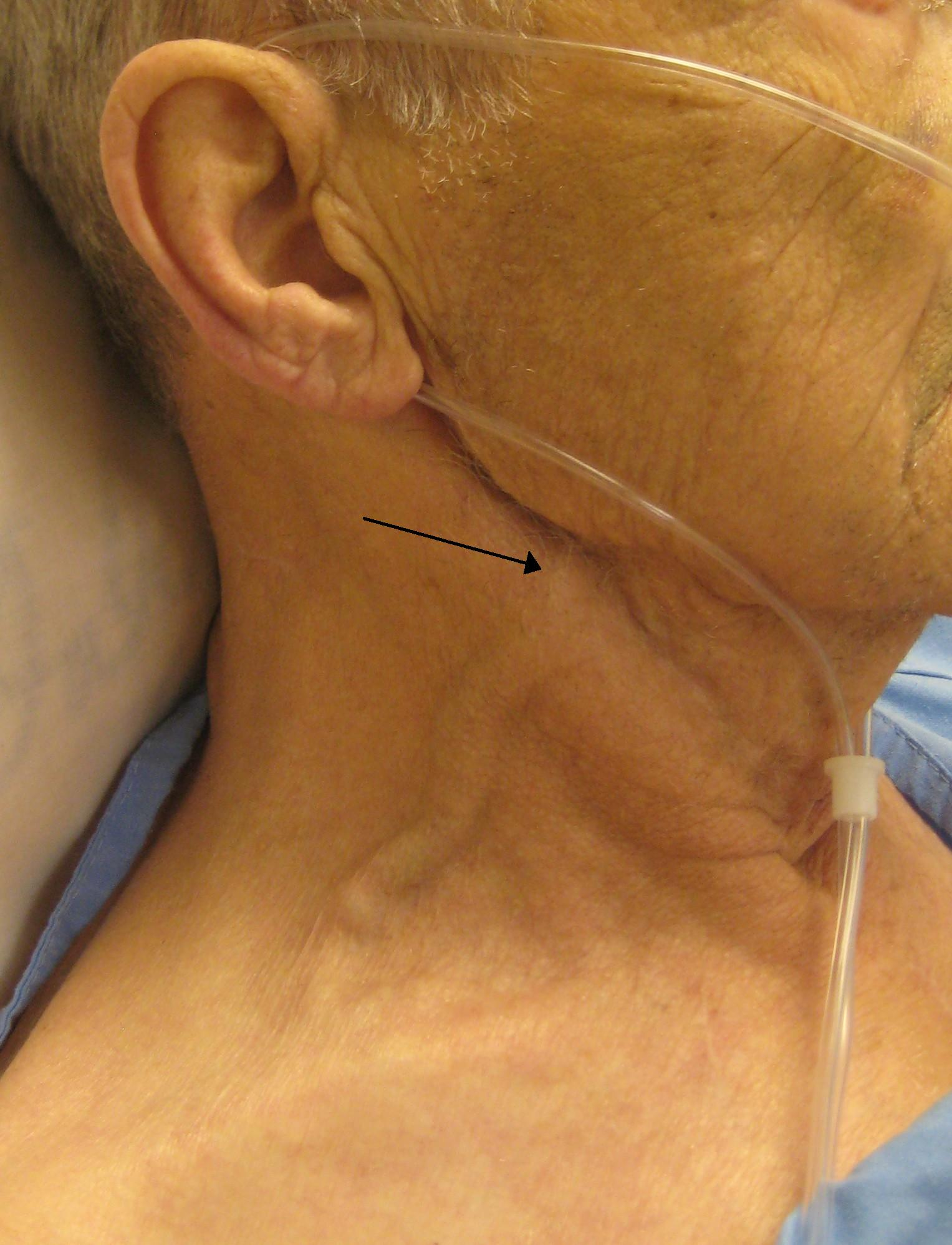
Segni di aumentata pressione venosa centrale con distensione della giugulare esterna destra, che è indicata dalla freccia

L'esame obiettivo in corso di IC deve tener conto di diversi aspetti, oltre che all'attenta valutazione dei sintomi: classe funzionale, acuzie o cronicità, camera ventricolare coinvolta.
Il sovraccarico di liquidi o di volume è il segno tipico dello scompenso acuto e dell'insufficienza destra. Nell'IC i segni del sovraccarico di volume sono:
1. Rumori umidi polmonari o rantoli, tipici dell'edema polmonare acuto
2. Ottusità alle basi polmonari da possibili versamento pleurico
3. Distensione venosa giugulare (segno di aumentata pressione venosa centrale), edema, ascite ed epatomegalia
4. Soffio sistolico da insufficienza mitralica e possibile terzo tono cardiaco.

La perfusione periferica, che viene valutata dal colorito della cute, dalla presenza di estremità calde o fredde (indice di vasodilatazione o di vasocostrizione).
I segni vitali sono fondamentali per individuare la progressione o la regressione dello stato di compenso: tachicardia, tachipnea, polso periferico e pressione arteriosa ridotte, controllo costante del peso corporeo, che è un indice indiretto del ritenzione dei liquidi e susseguente edema dei tessuti.
L'insufficienza cardiaca si presenta come una complessa sindrome, caratterizzata da manifestazioni che possono variare a seconda dei casi.
La New York Heart Association (NYHA) e l'American Heart Association (AHA) distinguono:
| NYHA | AHA | Sintomi | Capacità fisiche                       | Portata cardiaca                         | VO2 max al test da sforzo |
| ---- | --- | --- | -------------------------------------- | ---------------------------------------- | ------------------------- |
| I    | A   | Soggetto asintomatico ma con fattori di rischio per l'insufficienza cardiaca (ipertensione, coronaropatie, abuso d'alcol e altro)      | fino a 150 W e oltre (>1,5-2 W/kg)     | Normale a riposo e sottosforzo           | >25 mL/kg*min             |
| I    | B   | Asintomatico ma con segni di un insulto cardiaco strutturale (ipertrofia, dilatazione, ipocontrattilità, cicatrici infartuali e altro) | fino a 150 W e oltre (>1,5-2 W/kg)     | Normale a riposo e sottosforzo           | >25 mL/kg*min             |
| II   | C   | Sintomi che appaiono a seguito di sforzi importanti                                                                                    | fino a 100 W (>1-1,5 W/kg)             | Adeguata a riposo e allo sforzo          | 15-25 mL/kg*min           |
| III  | C   | Apparizione di sintomi per sforzi leggeri                                                                                              | fino a 50 W (1 W/kg)                   | Non adeguatamente aumentata sotto sforzo | 5-15 mL/kg*min            |
| IV   | D   | Sintomatologia a riposo | La prova sotto sforzo non è eseguibile | Limitata anche a riposo                  | <5 mL/kg*min              |

È stata dimostrata a livello cardiaco mediante biopsie una progressiva riduzione dei livelli di mRNA del recettore beta adrenergico di tipo β1 in funzione della classe NYHA. Tale riduzione dell'espressione genica del recettore adrenergico può contribuire a un'ulteriore perdita di funzionalità cardiaca.

### Diagnosi

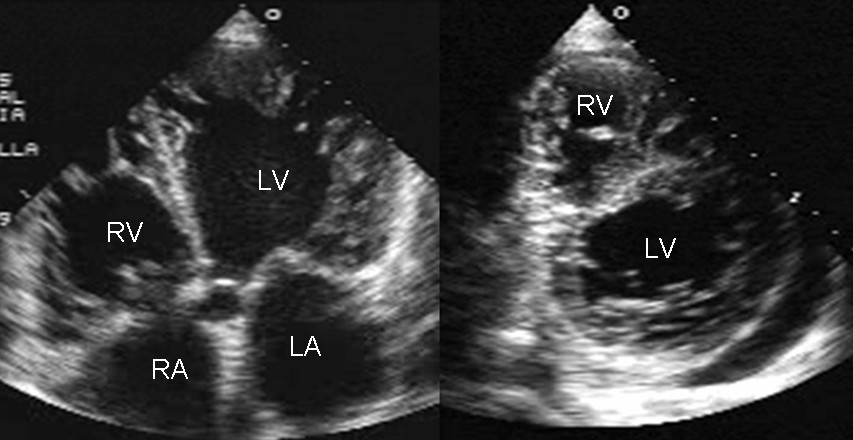
Ecocardiogramma transtoracico: proiezione quattro camere (a sinistra) e asse corto parasternale (a destra). È visibile, in entrambi i ventricoli, la dilatazione delle camere con alterazione della trabecolatura del setto interventricolare e della parete libera. Vi è evidenza di non-compattazione nel ventricolo destro: tali aspetti sono presenti in talune forme di cardiomiopatia. LV: Ventricolo sinistro, RV: ventricolo destro; LA: Atrio sinistro; RA: atrio destro.

La diagnosi di insufficienza cardiaca va posta dopo un'accurata raccolta dell'anamnesi e con l'esame obiettivo. Successivamente va verificata con indagini strumentali, prima fra tutte l'ecocardiografia, che rileva l'eventuale disfunzione del ventricolo sinistro mediante il calcolo della frazione di eiezione.
Nel sospetto di insufficienza cardiaca, quando esiste il dubbio sull'origine della dispnea, il controllo dei livelli di peptide natriuretico tipo B (BNP) è di aiuto per la conferma della diagnosi. Quest'approccio clinico è sempre più usato anche negli studi di popolazione, sostituendo di fatto il vecchio sistema a score utilizzato nel Framingham Heart Study.
Nei pazienti con insufficienza cardiaca avanzata (III, IV classe NYHA), si rileva un aumento della pressione venosa giugulare, rantoli polmonari, edemi periferici, in alcuni casi ascite.

## Trattamento
La terapia di entrambe le disfunzioni non differisce come scelta dei farmaci, ma sino a oggi la disfunzione sistolica ha avuto maggiori possibilità di successo e di correzione dei sintomi, probabilmente per una migliore capacità di influenzare la riduzione dei volumi telesistolici, che nella disfunzione diastolica sono meno coinvolti. In genere la causa dell'aumentata rigidità della camera colpita e della sua ridotta distensibilità, non riguarda i volumi, ma gli spessori.

### Trattamento farmacologico

#### Trattamento cronico

Circolo vizioso dell'insufficienza cardiaca e livello di azione di alcune classi di farmaci

L'insufficienza cardiaca è caratterizzata da un circolo vizioso per il quale la ridotta funzionalità ventricolare comporta una ridotta gittata cardiaca, con conseguente attivazione neurormonale (sistema RAAS) che provoca vasocostrizione periferica, ritenzione di liquidi, aumento della frequenza e della contrattilità cardiaca. Ciò causa un aumento del pre e del postcarico, ipertrofia del miocardio, attivazione del programma genetico fetale e desensibilizzazione adrenergica che, in ultima istanza, peggiora la condizione iniziale.
Il trattamento sintomatico tradizionale con glicosidi cardiotonici è stato progressivamente abbandonato, sia per il loro ristretto indice terapeutico, sia per l'inefficacia nel ridurre la mortalità nei pazienti trattati. Da alcuni studi clinici, infatti, è risultato che in seguito al trattamento con digitalici, a fronte della riduzione delle ospedalizzazioni dovute al peggioramento dell'insufficienza cardiaca, non corrispondeva alcuna riduzione della mortalità totale statisticamente significativa.
L'effetto dei glicosidi cardioattivi è, infatti, quello di aumentare la contrattilità cardiaca, in questo modo, nonostante un iniziale miglioramento della sintomatologia, sul lungo periodo aggravano il circolo vizioso descritto in precedenza.
Il trattamento con diuretici, digitalici e ACE-inibitori consente di ottenere un miglioramento dei sintomi, mentre l'impiego di ACE inibitori, sartani, in generale antagonisti del sistema renina-angiotensina-aldosterone (anti-RAAS), beta bloccanti, spironolattone, eplerenone e di combinazioni di diverse classi è più efficace nel migliorare la sopravvivenza a un anno, sono raccomandati da diverse società scientifiche.
In particolare trattamento con β-bloccanti, un tempo ritenuti controindicati nei pazienti con scompenso cardiaco, è efficace nell'interrompere il circolo vizioso dell'insufficienza cardiaca e aumenta significativamente la sopravvivenza a un anno, ma comporta un lieve peggioramento della frazione di eiezione del ventricolo sinistro nelle primissime giornate di terapia, senza modifiche del quadro soggettivo dei pazienti. Il miglioramento della performance cardiaca non potrà essere apprezzato all'ecocardiogramma prima di trenta giorni dall'inizio del trattamento.

#### Trattamento acuto

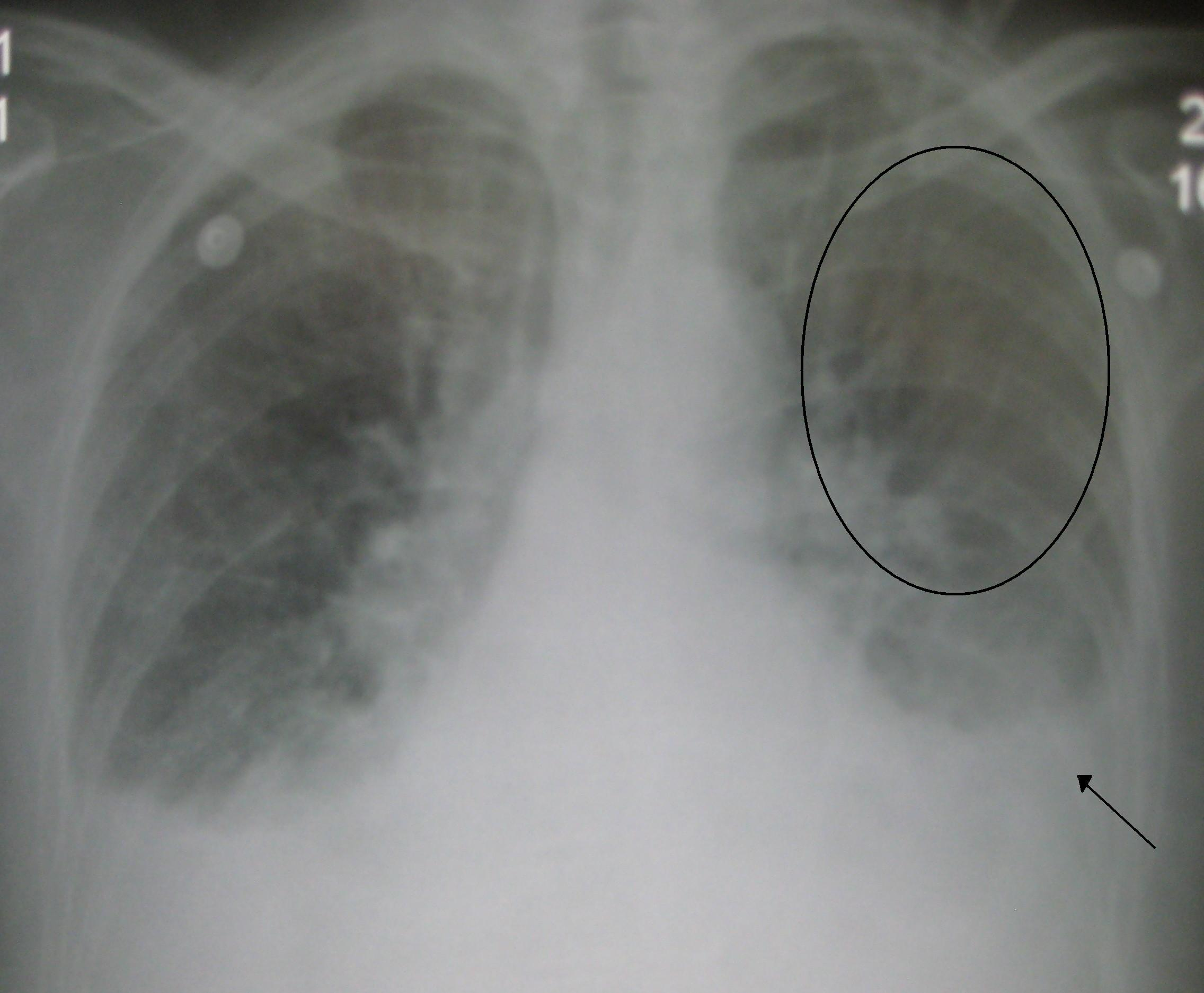
Rx torace in corso di edema polmonare acuto. Evidenza di dimensioni cardiache aumentate. Redistribuzione del flusso vascolare verso l'alto (cerchio). Presenza di versamento pleurico bilaterale lieve.

La terapia in acuto è necessaria a stabilizzare il quadro emodinamico del paziente e la perfusione periferica, che non sono più garantiti dalle risposte di adattamento allo stress continuo.
L'ossigenazione tissutale è mantenuta attraverso un apporto supplementare di ossigeno tramite maschere facciali o da strumenti a pressione positiva; l'individuo deve essere mantenuto in posizione seduta per diminuire, per quanto possibile, il ritorno venoso al cuore.
La somministrazione di morfina, nota per la sua azione vasodilatatrice arteriolare e venosa, e quindi riduttrice il postcarico e il precarico cardiaco, riduce lo stato d'ansia del paziente e lo rende più collaborativo nell'utilizzo della CPAP.
Vengono utilizzati vasodilatatori come la nitroglicerina e il nitroprussiato di sodio; diuretici ad alte dosi (in genere la furosemide), sempre monitorando la diuresi, la pressione arteriosa e sintomi soggettivi, quale la dispnea. Tali farmaci siano somministrati per infusione endovenosa.
Talora, seppur raramente, vengono impiegati agenti inotropi non digitalici (dopamina, dobutamina), inibitori delle fosfodiesterasi (enoximone, milrinone), farmaci calcio-sensibilizzanti quale il levosimendan.
L'ultrafiltrazione è stata utilizzata in casi di compromissione renale e importante sovraccarico di liquidi, per cercare di ridurre gli effetti dei diuretici sul parenchima renale già compromesso.

### Trattamento non farmacologico
Per ridurre i sintomi e migliorare la prognosi occorre:
- Restrizione nell'assunzione del sodio e diminuzione di assunzione di liquidi
- Perdita di peso nei pazienti obesi
- Un aumento dell'esercizo fisico, in particolare di tipo isometrico e aerobico[30]

Non va incoraggiata l'attività fisica con uno sforzo isometrico molto pesante, infatti nei pazienti sintomatici si è riscontrato un notevole aumento del lavoro cardiaco con i pesi e un sicuro aumento dello stress di parete durante l'attività isometrica.
È emerso, invece, un ruolo fondamentale della riabilitazione cardiologica monitorizzata e dell'attività aerobica in pazienti stabilizzati, infatti in questi soggetti è stato dimostrato che l'esercizio aerobico permette di aumentare in modo significativo la capacità funzionale. Da ciò arriva il suggerimento che gli effetti benefici del training aerobico nell'insufficienza cardiaca siano soprattutto a carico dei distretti periferici.
La riabilitazione cardiologica, solitamente indicata per pazienti stabili in classe II e III, ha dimostrato che incrementa la capacità allo sforzo del paziente, migliora la qualità di vita e riduce (se pur con meno evidenze) la mortalità e le riospedalizzazioni.
Il paziente in fase di instabilità clinica deve essere attentamente monitorato e incoraggiato ad avviare e mantenere sia la terapia farmacologica, sia quella riabilitativa.

### Trattamento con supporti cardiaci meccanici
Vi sono almeno quattro tipi di sistemi di assistenza cardiaca in grado di ridurre la morbilità e la mortalità in pazienti, selezionati, affetti da scompenso cardiaco:
1. Resincronizzazione ventricolare o CRT (Cardiac resynchronization therapy)[37]
2. Defibrillatore cardiaco impiantabile o ICD (Implantable cardioverter defibrillator)[38]
3. Terapia di attivazione del sistema baroriflesso o Baroreflex Activation Therapy (Barostim therapy)[39]
4. Dispositivi di assistenza ventricolare o VAD, utilizzati nell'assistenza dell'insufficienza cardiaca avanzata.[40]

Il VAD spesso è una terapia-ponte per i pazienti candidati al trapianto di cuore nello scompenso cardiaco terminale.
Negli ultimi anni la terapia di resincronizzazione è stata associata all'impianto dei defibrillatori in pazienti che presentavano indicazioni a entrambe le procedure.